# Sergio Galoyan

Sergey Galoyan es un compositor, productor y DJ, nacido en Moscú, un 25 de diciembre de 1981. Se le conoce más comúnmente como Sergio Galoyan y es de ascendencia armenia.

## Trayectoria
Uno de los creadores de la banda conocida internacionalmente, t.A.T.u., en donde también ha escrito y producido sus primeros cuatro singles All The Things She Said, Not Gonna Get Us, 30 Minutes, y Show Me Love. También ha escrito y producido muchas otras canciones para su primer, segundo y tercer álbum.
Galoyan también ha trabajado con Keith Flint (The Prodigy), Marilyn Manson, Jennifer Lopez, Valeriya, Clea y Alsou.
Se casó con la gerente de relaciones públicas de t.A.T.u., Sasha Tityanko, después de trabajar en el segundo álbum de t.A.T.u., pero se divorciaron poco después. 
Galoyan ha comentado que le encantaría trabajar con Madonna. Actualmente está concentrado en su proyecto en solitario como DJ, bajo el nombre de Sergio Galoyan que cuenta con una gran cantidad de vocalistas y compositores destacados de todo el mundo.

## Discografía

### Singles
(Como artista)
- 2010: Everything - Sergio Galoyan (feat. Nire' Alldai)[9]
- 2011: Knowing You - Sergio Galoyan (feat. Tamra Keenan)
- 2011: Break The Night In Two - Sergio Galoyan (feat. Antonio)
- 2011: Sergio Galoyan - Stay Hungry, Stay Foolish
- 2012: Paradise - Sergio Galoyan (feat. Lena Katina)

(como compositor/productor)
| - 2001: Ya Soshla S Uma (Я Сошла С Ума) (I've Lost My Mind - t.A.T.u. - 2001: Nas Ne Dogonyat (Нас Не Догонят) (Not Gonna Get Us) - t.A.T.u. - 2001: 30 Minut (30 Минут) (30 Minutes) (also called Polchasa) - t.A.T.u. - 2001: Ya Tvoya Ne Pervaya (Я Твоя Не Первая) (I Am Not Your First) (also called Pokazhi Mne Lyubov) - t.A.T.u. - 2001: Mal'chik-Gey (Mальчик-Гей) (Gay Boy) - t.A.T.u. - 2002: Not Gonna Get Us - t.A.T.u. - 2002: All The Things She Said - t.A.T.u. - 2002: Show Me Love - t.A.T.u. - 2002: 30 Minutes - t.A.T.u. - 2002: Malchik Gay - t.A.T.u. - 2002: Ya Soshla S Uma - t.A.T.u. - 2002: Nas Ne Dogonyat - t.A.T.u. | - 2005: Cosmos (Outer Space) – t.A.T.u. - 2005: Sacrifice – t.A.T.u. - 2005: Perfect Enemy – t.A.T.u. - 2005: Vsya Moya Lyubov (Вся Моя Любовь) – t.A.T.u. - 2008: Marsianskie Glaza (Марсианские Глаза) (Martian Eyes) – t.A.T.u. - 2008: Wild - Valeriya - 2008: Break it All - Valeriya - 2008: I Know - Valeriya - 2008: Out of Control - Valeriya - 2008: Love Sick - Valeriya - 2008: Here I Am - Valeriya - 2008: No One - Valeriya - 2008: There I’ll Be - Valeriya - 2008: Where Are You? - Valeriya - 2008: Romantic - Valeriya |

### Remixes

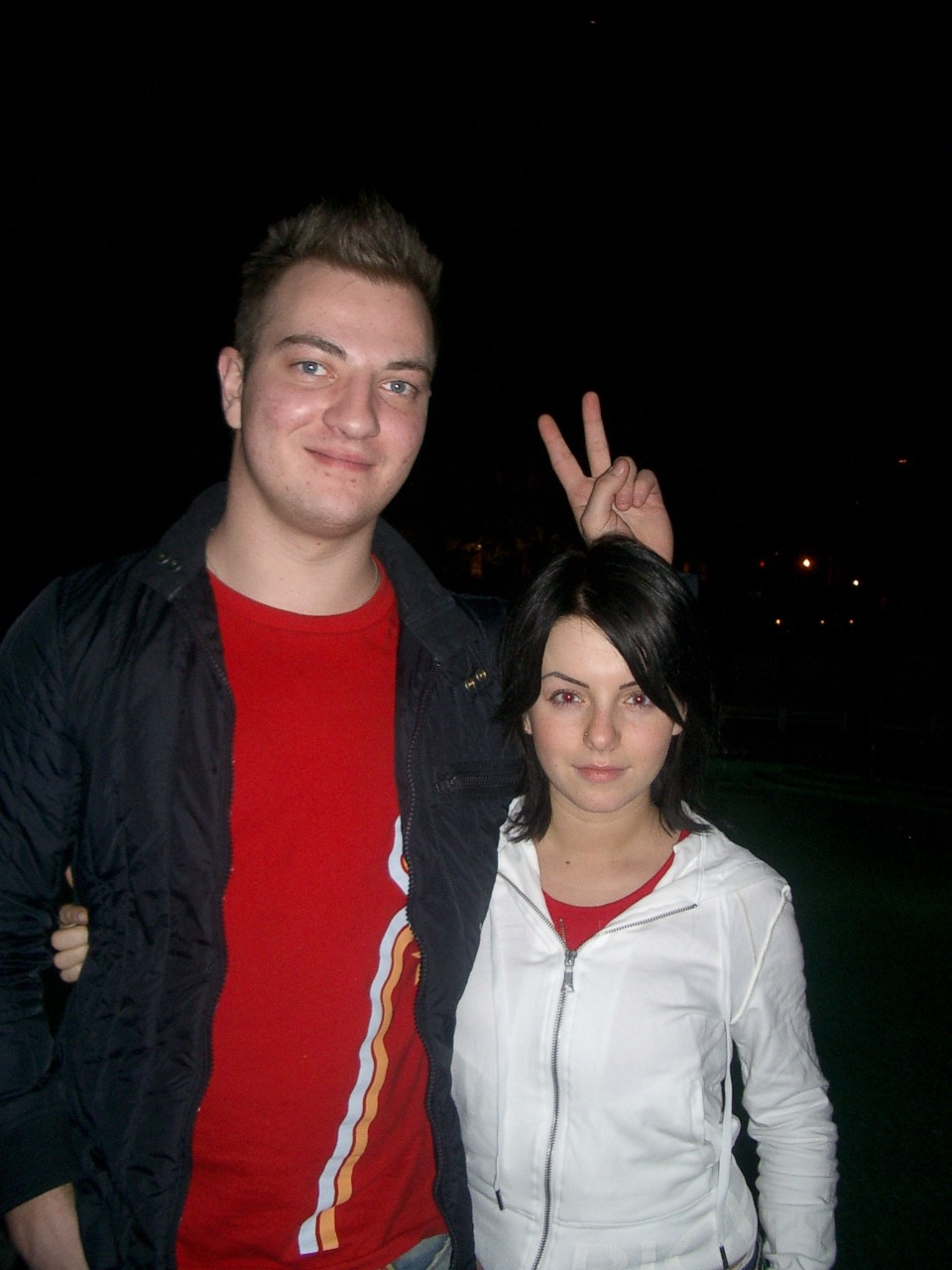
Sergio Galoyan y Julia Volkova en 2004.

- 2001: Ya Soshla S Uma (Sergio Galoyan Mix) - t.A.T.u.
- 2002: Dozhd (Sergio Galoyan Mix) - Alsou
- 2003: I'm Glad (Sergio Galoyan Mix) - Jennifer Lopez
- 2004: Download It (Sergio Dance Edit) - Clea
- 2005: This Is the New *hit (Sergio Galoyan Mix) - Marilyn Manson
- 2006: No Numbers (Sergio Galoyan Version) - Keith Flint
- 2010: Love Dealer (Sergio Galoyan Mix) - Justin Timberlake Feat. Esmee Denters